# 刻宇克斯
刻宇克斯（希臘語：Κήϋξ, Ceyx）是希腊神话中登场的两个人物。一个是忒萨利亚的特剌喀斯城（Trachis）国王，一个是赫俄斯福洛斯之子。

## 忒萨利亚国王
忒萨利亚的特剌喀斯城统治者，由于是安菲特律翁的外甥，所以也是赫拉克勒斯的朋友和亲戚。赫拉克勒斯意外地杀死年轻的欧诺摩斯后正是逃到他那里避难。欧诺摩斯死后，他的孩子由于受到欧律斯透斯的仇视，所以也来到特剌喀斯城避难，直到欧律斯透斯逼迫他们离开。刻宇克斯的女儿忒弥斯托诺厄（Themistonoe）嫁给库克诺斯为妻，库克诺斯被赫拉克勒斯杀死后，刻宇克斯为他举行了葬礼。

## 赫俄斯福洛斯之子
赫俄斯福洛斯的儿子，阿尔库俄涅的丈夫。由于他们夫妻俩非常恩爱，而自吹他们的幸福美满生活堪比宙斯和赫拉，因此惹怒了宙斯，自然逃不了上天对他们的惩罚。当刻宇克斯出海旅行时，宙斯降下雷霆将船击沉，因此无人得知刻宇克斯是否生还。阿尔库俄涅迟迟未等到丈夫归来，每日向神灵祈愿，天后赫拉出于怜悯，派遣伊里斯通知睡神许普诺斯，让他派摩耳甫斯化作刻宇克斯的模样托梦给阿尔库俄涅，告诉她他已葬身大海。得知丈夫死讯的阿尔库俄涅悲痛欲绝，投海自尽，和丈夫一同化作翠鸟。关于满怀悲伤的人化作鸟的故事在古代各族人民中广为流传，他们企图以此说明鸟的鸣叫声同人的哀怨声较为相似。刻宇克斯和阿尔库俄涅的遭遇受到奥维德的赞颂，并成为莫里斯·拉威尔所写颂歌的主题。